# Bez Holdingu
Bez Holdingu je mobilní aplikace, která slouží k získání informací o výrobci, prostřednictvím načtení čárového kódu na zboží. Dokáže rozpoznat také většinu potravinářských výrobků, prodávaných pod privátními značkami obchodních řetězců. Uživatele informuje, jestli zboží pochází nebo nepochází od firmy z holdingu Agrofert, se kterým je spojen Andrej Babiš. Umožňuje také zapnout funkci označování zboží firem ministra zemědělství Miroslava Tomana.
Umí rozpoznat masné, mléčné a pekárenské produkty, vejce a sýry. Kromě čárových kódů lze výrobce vyhledat i podle produktového kódu.
Aplikace se na Google Play objevila v říjnu 2020. Je napsaná v programovacím jazyce Java a využívá nezávislou datovou základnu spravovanou facebookovou skupinou SorryYako, která svoje data volně poskytuje vývojářům. Ke své činnosti nepotřebuje datové připojení.
Bez Holdingu vychází ze starší a dnes již neaktualizované aplikace Bez Andreje.